# Prix littéraires 1955
Liste des prix littéraires décernés au cours de l'année 1955 :

## Prix internationaux
- Prix Nobel de littérature : Halldór Laxness  Islande[1]

## Allemagne
- Prix Georg-Büchner : Marie Luise Kaschnitz[2]
- Prix de littérature de Brême : Ilse Aichinger[3] pour Der Gefesselte et Herbert Meier pour Die Barke von Gawdos
- Deutscher Kritikerpreis : Kurt Hiller
- Prix Goethe de la ville de Francfort : Annette Kolb
- Prix Johann-Peter-Hebel : Wilhelm Zentner (de)
- Schiller-Gedächtnispreis : Rudolf Kassner (de)

## Belgique
- Prix Victor-Rossel : Lucien Marchal pour La Chute du grand Chimu

## Canada
- Prix littéraires du Gouverneur général 1955 :
  - Catégorie « Romans et nouvelles de langue anglaise » : Lionel Shapiro pour The Sixth of June
  - Catégorie « Poésie ou théâtre de langue anglaise » : Wilfred Watson pour Friday's Child
  - Catégorie « Études et essais de langue anglaise » : N. J. Berrill pour Man's Emerging Mind et Donald Grant Creighton pour John A. MacDonald: The Old Chieftain

## Chili
- Prix national de littérature : Francisco Antonio Encina (1874-1965), essayiste [4];

## Danemark
- Drachmannlegatet (en) : Hans Christian Branner

## Espagne
- Prix Nadal : Rafael Sánchez Ferlosio, pour El Jarama (es)
- Prix Planeta : Antonio Prieto (es), pour Tres pisadas de hombre
- Prix national de Narration : Miguel Delibes
- Prix national de poésie : Jorge Campos (es) (1916-1983), pour Tiempo Pasado
- Prix Adonáis de Poésie : Javier de Bengoechea (es), pour Hombre en forma de elegía

## États-Unis
- National Book Award : 
  - Catégorie « Fiction » : William Faulkner pour A Fable (Parabole)
  - Catégorie « Essais » : Joseph Wood Krutch pour The Measure of Man
  - Catégorie « Poésie » : Wallace Stevens pour Collected Poems
- Prix Hugo :
  - Prix Hugo du meilleur roman : They'd Rather Be Right par Mark Clifton et Frank Riley
  - Prix Hugo de la meilleure nouvelle longue : L'Intrus (en) (The Darfsteller) par Walter M. Miller
  - Prix Hugo de la meilleure nouvelle courte : Allamagoosa (en) (Allamagoosa) par Eric Frank Russell
- Prix Pulitzer :
  - Catégorie « Fiction » : William Faulkner pour A Fable (Parabole)
  - Catégorie « Biographie et Autobiographie » : William S. White pour The Taft Story
  - Catégorie « Histoire » : Paul Horgan pour Great River: The Rio Grande in North American History
  - Catégorie « Poésie » : Wallace Stevens pour Collected Poems
  - Catégorie « Théâtre » : Tennessee Williams pour Cat on a Hot Tin Roof (La Chatte sur un toit brûlant)

## Finlande
- Prix Aleksis-Kivi : Aale Tynni
- Prix Kalevi-Jäntti : Martti Palkispää pour Nappaslieriäiset
- Prix national de littérature : Eila Pennanen pour Pyhä Birgitta, Ole Torvalds pour Strängar av aska, Lauri Viita pour Käppyräinen
- Prix littéraire de la ville de Tampere : Jaakko Syrjä pour Lumpeen kylässä
- Prix Tollander : Ole Torvalds
- Prix Rudolf-Koivu : non décerné
- Prix Topelius : Juuse Tamminen pour Varjagien aarre

## France
- Prix Goncourt : Roger Ikor pour Les Eaux mêlées (Albin Michel)
- Prix Renaudot : Georges Govy pour Le Moissonneur d'épines (La Table ronde)
- Prix Femina : André Dhôtel pour Le Pays où l'on n'arrive jamais (Horay)
- Prix Interallié : Félicien Marceau pour Les Élans du cœur (Gallimard)
- Grand prix du roman de l'Académie française : Michel de Saint Pierre pour Les Aristocrates (La Table ronde)
- Prix des libraires : Michel de Saint Pierre pour Les Aristocrates (La Table ronde)
- Prix des Deux Magots : Pauline Réage pour Histoire d'O (Pauvert)
- Prix du Quai des Orfèvres : non décerné
- Prix du roman populiste : René Masson pour Les Compères de miséricorde

## Italie
- Prix Strega : Giovanni Comisso pour Un gatto attraversa la strada (Mondadori)
- Prix Bagutta : Alfonso Gatto pour La forza degli occhi, Mondadori)
- Prix Napoli : Marino Moretti pour Il libro dei sorprendenti vent’anni
- Prix Viareggio : Vasco Pratolini pour Metello

## Monaco
- Prix Prince-Pierre-de-Monaco : Louise de Vilmorin[5]

## Royaume-Uni
- Prix James Tait Black : Ivy Compton-Burnett pour Mother and Son[6]
  - Fiction : Ivy Compton-Burnett pour Mother and Son
  - Biographie : R. W. Ketton-Cremer pour Thomas Gray
- Prix John-Llewellyn-Rhys : John Wiles pour The Moon to Play With
- Médaille Carnegie : Eleanor Farjeon[7]
- Prix Rose-Mary-Crawshay : Evelyn M. Simpson pour The Sermons of John Donne
- Prix Somerset-Maugham : Kingsley Amis pour Lucky Jim

## Suisse
- Grand prix C.F. Ramuz : Pierre-Louis Matthey